# IMI ネゲヴ
IMI ネゲヴ（IMI Negev, ネゲブ、ネゲフとも）は、イスラエル・ミリタリー・インダストリーズ社（IMI）により設計された分隊支援火器、軽機関銃（ライトマシンガン・システム）である。2005年以降はIMIの小火器部門が独立し設立されたイスラエル・ウェポン・インダストリーズ（IWI）社が販売・改良を行っている。
「ネゲヴ」の名称はヘブライ語で「南」を意味し、イスラエル領内の砂漠地帯として知られるネゲヴ地方から取られている。「Negeb」とも表記されるが、これはヘブライ語ではVとBの発音は同じで区別が曖昧なことに由来する。

## 経緯
ネゲヴ開発以前のイスラエル国防軍は、ベルギーに本拠地を置くFNハースタル社設計のMAGをライセンス生産し、主力軽機関銃として配備していた。しかし、MAGは歩兵の携行火器としては重量がかさみ反動もきつく、歩兵にとって苦痛の一つとなり運用が難しいという問題があった。1980年代、イスラエル国防軍はMAGより軽量で優秀な純国産の軽機関銃が必要との考えから、IMI社小火器部門（当時）に新規軽機関銃の開発を命じた。他国と同様、当時のイスラエルでもFNハースタル社が開発したMAGより軽量なミニミ軽機関銃が試験的に購入及びライセンス生産されていたが、新しい純国産の銃には外貨獲得のための輸出品としての意義もあった。
1993年に現在のネゲヴの原型が試作され、ギヴァティ旅団の偵察部隊サイェレット・ギヴァティの装備として実戦投入されたが、砂漠地帯の砂塵･熱などイスラエルの過酷な環境に耐えられず、この時点で採用される事は無かった。
1995-96年頃、実戦投下の際のデータを元に改良を重ねた末「ネゲヴ」は完成し、ミニミより優れているとしてイスラエル国防軍に採用された。その後も量産は進み、2002年頃には歩兵用MAGとミニミをほぼ全て置換えた模様である。

## 特徴
ネゲヴの設計は、かつてFNハースタル社より購入及びライセンス生産を行っていたミニミ軽機関銃やMAG機関銃の構造からコピーした部分が多数を占めるが、そこから発展させたオリジナルの要素もいくつかある。
使用する弾薬は口径5.56x45mm NATO弾系列である。通常のベルトリンク給弾システムの他、ガリル用35連マガジンやM16系列用30連STANAG マガジンを使用可能とする事で、既存アサルトライフルとの弾薬や弾倉の共通性を計っている。オリジナルのマガジン挿入口はガリル用マガジンに合わせてあり、マガジンを抜き取ると自動的に閉まる三分割式のダストカバーがある。M16系STANAG マガジンを使用するにはオリジナルの弾倉止めレバーとダストカバーを取り外し、専用アダプターを取り付ける必要がなる。ベルトリンク給弾専用のモデルも存在し、こちらは主に車載用途として使われる。
ベルトリンク給弾は射手から見て機関部左斜め上から行い、右から空リンク及び空薬莢を排出する仕組みとなっている。排出口にはダストカバーがあり、手で閉め、ボルトが前後動すると自動的に開く。一方でマガジン挿入口はアサルトライフルと同じ機関部の真下にあり、他銃器との操作感の共通化を図っている。この点、STANAG マガジンを機関部の斜め左下から挿入するミニミとは配置が異なる。
ベルトリンク給弾の際、150発または200発前後の弾薬を保持できる専用アサルトポーチも開発されており、これをマガジン挿入口に装着して簡易的な多弾数のアサルトライフルとしても使用できる。ポーチはマガジン挿入口で固定されるため、下部から装弾している様にも見える。
ハンドガード、バットストックはガリルのARタイプと共通で、アサルトライフル用マガジンを用いた際のスタイルはガリルに近いものとなる。マズルブレーキもガリルと共通で、ライフルグレネードの装着にも対応している。銃床は銃の右側面に折り畳むことができる。ベルト給弾カバーを開いて、銃身取り付け部左右のボタンを押し込むと、銃身を前方へ抜き取ることができる。再組付けの際には、銃身を取り付け部へ差し込むだけで自動的に固定できる。二脚の前面には樹脂製のプレートが取り付けられ、折り畳んだ際のハンドガードとして使うことができる。
弾薬やパーツ、操作性の共通化を計った設計は同じIMI社設計のアサルトライフル（ガリル、タボール）にも見る事ができる、イスラエルらしいバトルプルーフ（実戦実証）されたデザインである。また、ガリル専用だったパーツを汎用品として用いることで、コストダウンも兼ねた設計となっている。
作動・閉鎖機構はオープンボルト･タイプの長ガス・ピストン方式（ガスオペレーション/ロングストローク・ピストンヘッド/ロテイティングボルト・システム）の軽機関銃としては標準的な構造で、真新しさは無いもののイスラエルの過酷な環境に十分対応している。また、常に開いた状態とする事でバレルの冷却機構としても機能（空冷式システム）し、異物が侵入しようとも叩いて排除可能な耐久性も持っている。
ガスレギュレーターには3つのモードがある。これらは使用目的により特別な工具無しで切り変える事ができ、フルオート射撃時の連射速度も変わる。
- ポジション1 - 小銃用マガジン給弾時。850-1,050発/分。
- ポジション2 - ベルトリンク給弾時。ガス圧が1よりも高いが、給弾機構を作動させるために、最終的な連射速度は変わらない。
- ポジション3 - 悪環境モード。ガス圧をさらに高めることで、砂塵などで内部が汚れた状態でも作動できる。950-1,150発/分。車載時にも選択される。

照準はドットサイトを用いることを基本とし、機関部上にある専用のサイト取付け台、及び最近のモデルではピカティニー・レールで装着する。アイアンサイトも装備しているが、あくまでも非常用の簡易的な物でメインの照準器として使われることは少ない。これらの後部照準器は機関部レシーバーに直接堅固に取り付けられているため、他の製品に見られる給弾カバー上の配置に比べて取り扱いや精度の面で有利である。ドットサイトは主にイスラエルITL社のMARS（マーズ、レッドドットとレーザーサイトの併用モデル）や同国メプロライト社のM21などの製品が載せられ、また、米EOテック社のホロサイトなども見られる。
他国製の軽機関銃（分隊支援火器）と比較した際の大きな特徴として、セレクティヴ・ファイア機能によるセミオート射撃が可能な点がある。これは主に市街戦における数m～数十mでの近接戦闘を意識したもので、民間人に紛れたテロリストを精密射撃により排除できるなど現代戦では利点が多い。また一発ずつ撃てることから、少ない弾数で照準規制（ゼロイン）できる。
基本的に分隊支援火器としての運用を前提としていたため、従来は5.56mm NATO弾のモデルのみ生産されていたが、近年の軍事マーケットの流行から競合機種であるミニミとMG4の7.62x51mm NATO弾口径モデルが相次いで開発された事を受け、2012年に同口径対応型のモデルNG7が誕生した。

## バリエーション

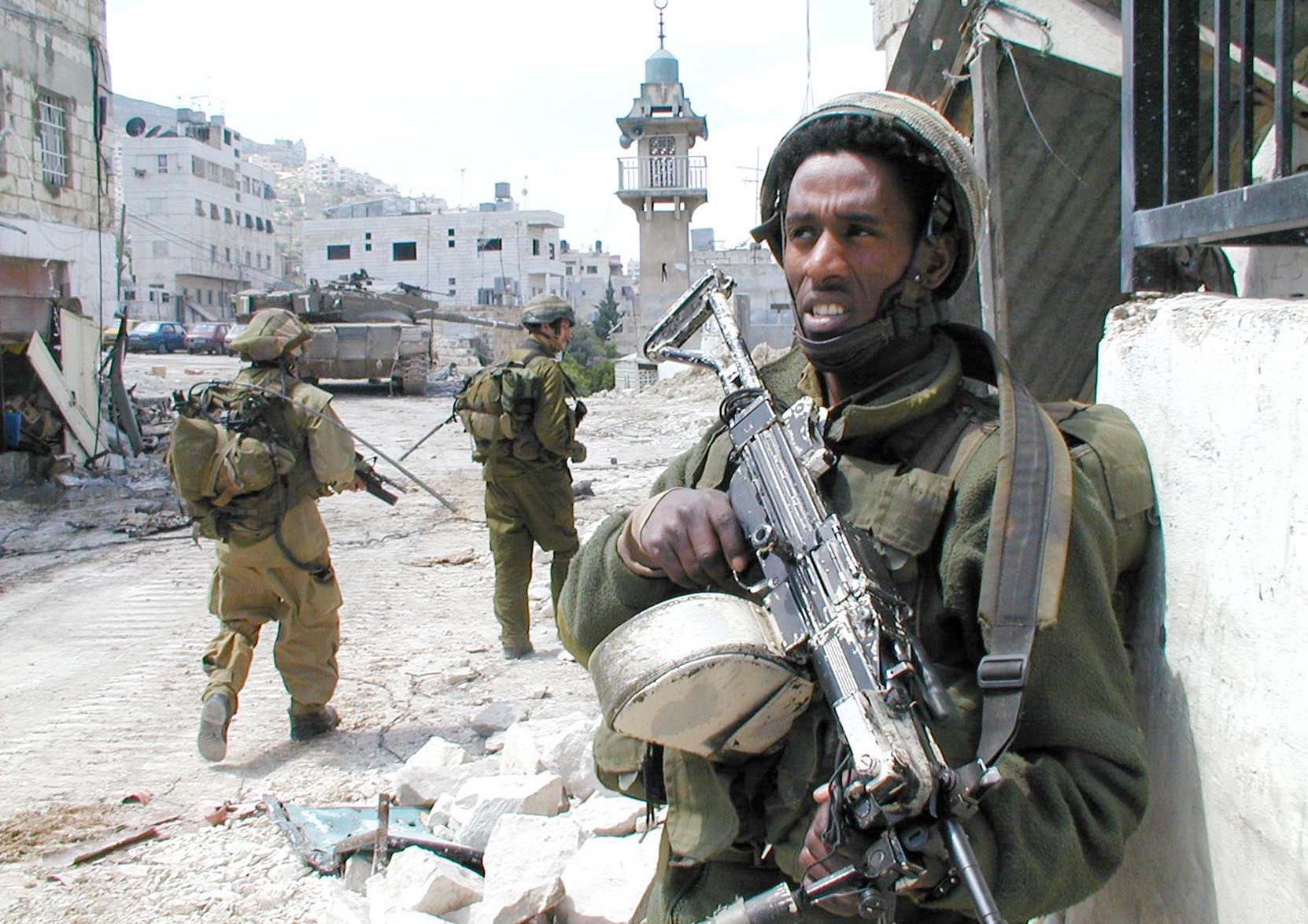
側面から見たネゲヴ

主に以下の四つに別けられる。

### ネゲヴ・スタンダード
ネゲヴ・ライトマシンガン・システムの基本形。全長1,020（ストック展開時）/780mm（非展開時）、バイポッドを除くオプション非装備時の重量は7,600g。ライバル機種であるミニミ並の軽量化は達成している。
バレル長460mm、ライフリングは6条右回り、トリガープル6.0（セミオート時）/2.5（フルオート時）kg、銃口初速は915m/s。専用アサルトポーチの重量は150発の物が2,550g、200発は3,250gである。アイアンサイトを用いた際の有効射程は約300-1,000m。標準装備のバイポッドの他、専用のピストルグリップにも換装できる。これを用いる事でアサルトライフルとしての扱いが更に容易となる。
2000年代に入りバレルや給弾口、ストックなどを複数を改良した近代化改修モデルであるネゲヴ2000プロトタイプが試作されていた。最終的に変更点をレシーバー上部へのピカティニー・レール増設と新設計ストックに限定したネゲヴNG5となり、2010年前後から現行モデルとして採用されている。

### ネゲヴ SF
主に330mmの長さのバレルと小銃用マガジンを用い、ストックを伸縮タイプに換装した簡易アサルトライフル仕様。SFはSpecial Forcesの略であり特殊部隊向けモデルとなっている。アサルト・ネゲヴまたはネゲヴ・コマンドとも呼ばれる。全長は890（ストック展開時）/680mm（非展開時）、バレル長は330mm、銃口初速850m/s、バイポッドを除くオプション非装備時の重量は7,000g、有効射程は300-800m。他はスタンダード仕様と変わらない。
近年、スタンダードモデルと同様の近代化改修を施したネゲヴＮＧ５ SFと呼ばれるモデルにアップデートされている。

### ネゲヴ NG7

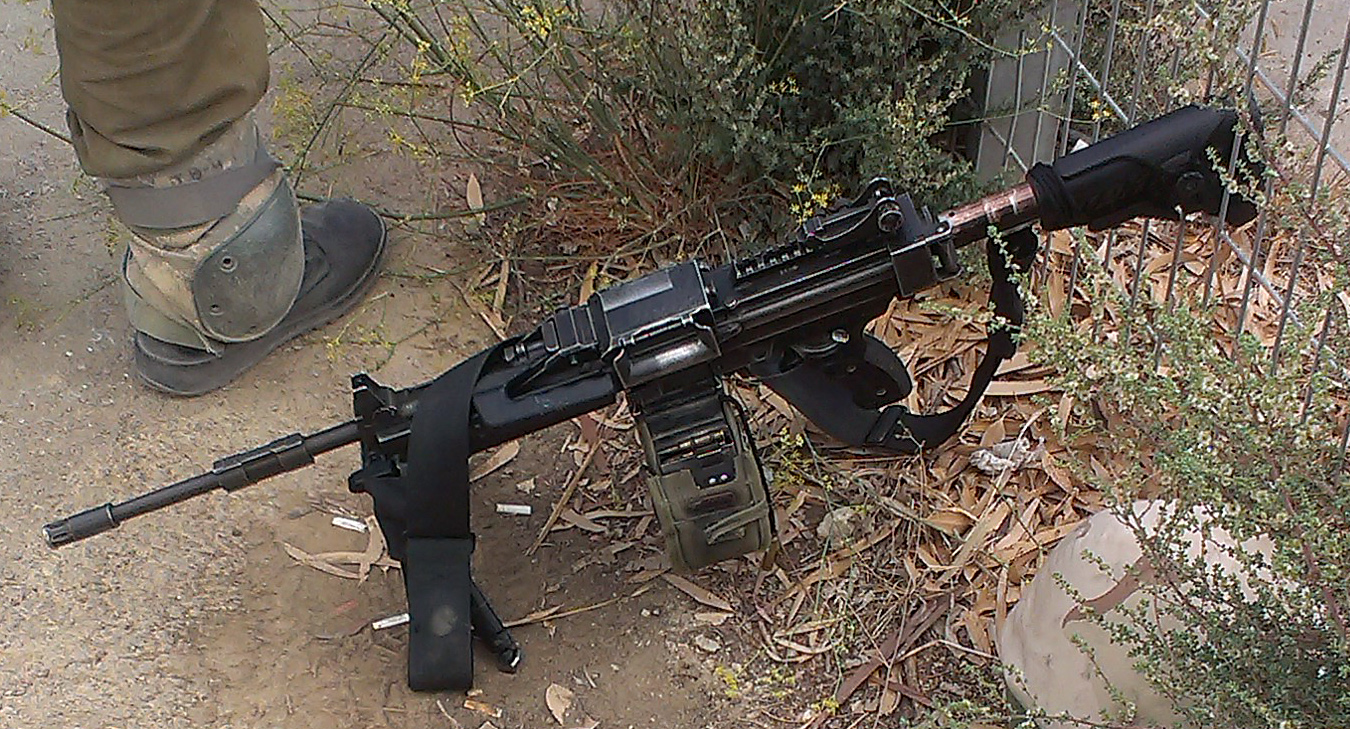
ネゲヴ NG7

2012年3月に発表された、ネゲヴの7.62x51mm NATO弾モデル。従来の5.56x45mm NATO弾モデルとほぼ同等の全長と重量は維持されながらもバレル長は460mmから508mmに延長された。7.62mm NATO弾にはSTANAG マガジンのような共通規格と言えるマガジンが存在しないため、マガジン給弾機構を省略してベルトリンクによる給弾に限定した上で、機関部の下面に専用アサルトポーチを取り付けることができる。
銃床は折り畳みできないが前後の伸縮と頬当ての昇降を調節でき、油圧バッファーを装備したことで射撃の反動が軽減され、肩撃ち時でもM16並みに安定した射撃が可能になっている。それ以外の仕様はネゲヴNG5に準じている。

### ネゲヴ NG7 SF
NG7の特殊部隊モデル。5.56x45mm NATO弾仕様のネゲヴSFに相当するアサルトライフル版だが、これもバレル長は330mmから420mmに延長されている。

## 採用状況

### イスラエル国内
イスラエル軍では、歩兵の分隊支援から軍用車の装備に至るまで広範囲に採用され、前述通り2002年頃に歩兵用MAGとミニミはほぼ全て置き換えた。なお、7.62x51mm NATO弾モデルのNG7系統の生産は比較的近年に始められたため、この弾薬を使用するMAG軽機関銃は一部の車載装備として今なお使用が続いている。

### イスラエル国外
- アゼルバイジャン[1]
- カメルーン[2]
- キプロス
- コロンビア[3]
- コスタリカ[3]
- コンゴ民主共和国 [4]
- 赤道ギニア[4]
- エストニア[3][5]
- ジョージア[6][7]
- インド[3] - インド陸軍のINSAS LMGの後継として、2020年3月に16,749丁のNG7を発注し、2021年に受領している[8]。
- コートジボワール[2]
- ケニア[9]
- メキシコ[10]
- 北マケドニア共和国[11]
- パラグアイ[12]
- フィリピン[13]
- セネガル[2]
- タンザニア[2]
- タイ[14]
- ベトナム[15]
- ウクライナ[16]

## 登場作品

### 映画
『スクワッド 荒野に棲む悪夢』

### アニメ・漫画
『ヨルムンガンド』
師匠がピックアップトラックの荷台から射撃する。

### ゲーム
『Counter-Strike: Global Offensive』
『Project Reality（BF2）』
イスラエル国防軍の分隊支援火器としてNegevが登場する。
『ソードアート・オンライン フェイタル・バレット』
ボックスマガジン仕様が「LMGウランプハ」の名称で登場（武器ランクで名称変化）。外見が若干アレンジされた架空銃であり、作中では大型アサルトライフルとされ片手（二丁持ち）での使用も可能。しかし、装弾数が100発を超える、発射までに若干のタイムラグがあるなど通常のアサルトライフルとは明確に差別化されている。サチが使用する。
『ドールズフロントライン』
星5戦術人形として「ネゲブ」が登場。メインシナリオに於いてMicro UZIや、タボールなどIWI製の戦術人形を率いる「ネゲブ小隊」の部隊長を務める。
『コール オブ デューティ モダン・ウォーフェアII』
「SAKIN MG38」の名称で登場。